# 京王百貨店
株式会社京王百貨店（けいおうひゃっかてん、英: KEIO DEPARTMENT STORE CO., LTD.）は、東京都渋谷区に本社を置く京王グループの百貨店。日本百貨店協会加盟。本店は新宿駅西口（新宿区西新宿）にある新宿店だが、呼称は「新宿本店」ではなく「新宿店」 である。
ロゴマークは、開業時からの独自ロゴ（王冠マークの下に「Keio」の文字が入る青色基調のデザイン）を用い、1990年代にグループ共通の「KEIO」CIロゴが制定されてからも、引き続き独自ロゴを使用している。グループでは他にも京王プラザホテルが独自の王冠ロゴマークを使用する。

## 歴史

### 創業から聖蹟桜ヶ丘店の開業まで
1960年（昭和35年）6月に東京都が新宿副都心計画を発表したことを受けて、京王帝都電鉄（現：現在の京王電鉄）が新宿駅と同駅付近の併用軌道を地下化すると同時に、地上に駅ビルを建設する大規模な改良工事を行うことになり、それに伴って同年の秋に百貨店業への進出を決定。1961年（昭和36年）3月10日に株式会社京王百貨店を設立して、1964年（昭和39年）11月1日に京王帝都電鉄新宿駅ビルに現在の新宿店を開店したのが始まりである。
開業時から、会員を集めて定期的に積立を行わせて積立額を上回る金額の自店でのみ使用可能な商品券を提供する友の会を設立して運営しており、関東地区では初の百貨店の友の会であった。包装紙はアメリカのグラフィック・デザイナー、ソール・バスが手がけたもので、大空に羽ばたく鳩のイメージを印象付けている。
百貨店業界への新規参入にあたり髙島屋と資本・業務提携を結び、同社から従業員教育や仕入れなどの百貨店経営のノウハウを導入して開業した。このノウハウの指導を受けていた高島屋が1953年（昭和28年）から大阪店で「全国の観光とうまいもの大会」に併設して有名駅弁即売会を行っていた。京王百貨店新宿店でも類似の催事を行うことになり、1966年（昭和41年）に約30種類の駅弁を集めて現在の「元祖有名駅弁と全国うまいもの大会」の第1回目を開催して現在まで続く人気イベントとなっている。
1984年（昭和59年）2月から京王グループが着手した聖蹟桜ヶ丘駅周辺の総合開発により京王聖蹟桜ヶ丘ショッピングセンターが建設され、A館・B館が完成して1986年（昭和61年）3月28日に開業するのに合わせて、京王百貨店初の支店となる聖蹟桜ヶ丘店をB館に開業し、複数の店舗を展開する百貨店チェーンとなった。

### 中高年層重視の「新・大衆百貨店」
開業時から資本・業務提携を行ってきた髙島屋 が新宿貨物駅跡の再開発ビル（現：タカシマヤタイムズスクエア）へ進出することに伴い、その競争を勝ち抜くための生き残り策として中高年顧客を重視する と共に一般市民の日常生活に対応した「新・大衆百貨店」をコンセプトとして1994年（平成6年）6月に改装を行って 独自色を打ち出し始め、2001年（平成13年）に京王電鉄100%出資の子会社となった。
「新・大衆百貨店」のコンセプトに基いて百貨店としてはいち早く自社プライベートブランド(PB)商品の開発に取り組み、いわゆるデパ地下と呼ばれる地下食品売り場の中核を為す総菜売場でも1994年（平成6年）6月からセルフサービス方式の総菜売場「デリカ亭」を自社で運営する など独自の商品や売場作りを行って他店との差別化や集客力増強を狙う戦略を展開した。
中高年層を重視した戦略の一環として、他の百貨店より比較的年配の店員を多めに配置して気軽に相談しやすい雰囲気を醸し出し、顧客・商品情報システムを活用して顧客ごとに買い上げのお礼状のサンキューレターやおすすめ商品や催事などを案内するおすすめレターを送るなど上顧客にきめ細かな対応を行うようにした ほか、設備面でも中核となる4階の中高年女性向けの婦人服フロアは一角に休憩室を設置しただけでなく売場の壁沿いにも椅子を並べて疲れたときに休憩が採りやすいようにしたり、手すりや鞄を置ける棚が設置された他店よりもやや大きめの試着室も設置しているほか、全身が映る鏡があってパウダーコーナーや家族連れで来店する客を想定して男児を想定した男子トイレも設置した女子トイレを設置するなど細かな配慮をしている。
また、20～30歳の女性をバイヤーとデザイナーに起用して自分の母親に着てもらいたい感覚の商品開発をコンセプトに、若い世代の流行を採り入れながら年代による体型変化も考慮し、40から50代を対象に設定したプライベートブランド(PB)の「トライアングル」を開発・販売などを行っている。
2002年（平成14年）9月から裾を切ることによってシルエットが変わってしまうことや試着室でサイズ調整して修理の手間が掛かることを避けるために2センチ刻みで商品化した中から選べる「レングスパンツ」 などの独自の商品を用意したほか、他店がブランド導入を重視しているためにあまり設置していないセーターやブラウス及びパンツといった品目別の構成を行ったスタイルブックなどの平場と呼ばれる単品編集売り場 を積極的に設けて多くの商品の中から顧客が自分で選びやすくするなどの工夫もしている。
この平場の展開はブランド毎に分かれた売場を見て回るのでは中高年層の客は歩き疲れてしまうことへの配慮にもなっている ほか、多くのブランドなどが流行を追い掛ける為に不足しがちな商品を逆に多く並べる逆の戦略を採ることで売上を伸ばすことを可能とした。
こうした様々な取り組みの結果、2004年（平成16年）9月時点で全国百貨店平均38.5%とほぼ同じ39.2%を衣料品で売上げつつ4階の中高年女性向けの婦人服フロアでは65歳以上が63%で50歳以上86.5%とすると同時に全店売上の約70%を50歳以上の顧客が占めるなど目標通り中高年層の支持を獲得することに成功し、新宿店は店舗面積が41,294m2で伊勢丹新宿本店の64,296m2や小田急百貨店新宿店の57,316m2、高島屋新宿店の51,913m2という競合店を下回る にもかかわらず、「新宿百貨店戦争」と称された激しい顧客争奪戦 を勝ち抜き、2008年（平成20年）度の百貨店店舗別売上高ランキングで伊勢丹新宿本店の約2460.03億円と小田急百貨店新宿店の約1047.84億円に次ぐ約926.34億円で新宿地区で3位となり、高島屋新宿店を上回る売上を上げている。
また1999年（平成11年）から、卵アレルギーの人が食べられるクリスマスケーキとして、卵を使わずにできるムースを用いた商品を扱うなどアレルギーへの配慮も行い、高齢者に限らないバリアフリーの展開を図っている。

### 新たな業務提携
高島屋との新宿での競合により提携先を事実上失ったため、同様に高島屋と提携していたがジェイアール名古屋タカシマヤとの競合に晒されることになった名古屋の丸栄と提携したほか、大阪・梅田で当社と同じく電鉄系百貨店で多店舗展開を行っていなかった大阪の阪神百貨店（現・阪急阪神百貨店）と2000年（平成12年）から業務提携を始めた。
なお、丸栄も高島屋と競合することになったものの共に高島屋との提携によるフランスパンのフォションの営業を続ける など現在も一部で提携を続けている。
この阪神百貨店との提携により2002年（平成14年）7月に新宿店7階玩具売場に首都圏で唯一の阪神タイガースの公式ショップを開設して2003年（平成15年）3月に月間売上500万円を上げていたが、同年に阪神タイガースがセントラル・リーグのペナントレースで早くから現在首位を独走したため同年6月には15日までの半月で3000万円の売上を上げるほど売上が急増し、取扱商品数も当初の200種類から約450種類へ増やされた。
そして同年9月15日に阪神タイガースがリーグ優勝したため、翌日の16日から優勝記念セールが行われる など阪神タイガースのリーグ優勝の恩恵を受けることになった。
ただ、京王グループ全体がタイガース寄りというわけではなく、京王電鉄本社が沿線のよみうりランドに出資している関連で読売ジャイアンツのパスネットカードを発行したことがあったり、京王エージェンシーが東京ヴェルディに出資したりするなど、読売グループと提携した施策も行っている。
ところが、阪神百貨店は阪急・阪神の包括統合によりエイチ・ツー・オー リテイリング傘下の阪急阪神百貨店社運営となった上、京王と袂を分かった高島屋と業務提携関係を成したこと、また丸栄についても、再建過程で親会社となった興和の社長が百貨店業からの撤退を仄めかし、その後店舗閉店を実行して外商部門のみを存続するなど、京王の業務提携を巡る環境は年々厳しさを増しつつある。

### リーマンショック後の消費不況への対応
いわゆるリーマンショック後に発生した消費不況により日本の百貨店業界の売上が急激に減少したことを受けて、他の百貨店と同様に当社も2009年（平成21年）度から約15億円を投じて行う予定をしていた新宿店レストラン街の全面改装を中止して店舗ごとの一部改装などで対応する など不況に対応した投資抑制を行ったほか、要因配置の適正化や2008年（平成20年）10月に本格稼働した新しい顧客・商品情報システムを活用して対前年比で5%以上となる約10億円の経費削減と販売促進の両立による収益の改善を目指した。
その一環としてハウスカードと外商顧客などの組織化された顧客に対して商品やフェアなどの紹介に特化したアプローチレターと呼ぶ新たなダイレクトメールを導入したり、新潟産コシヒカリや干物などを扱う友の会の会員限定の通信販売を開始したり、医療機関と提携して会員向けの婦人科検診などの割引を拡充するなど京王友の会の会員特典を強化して年間の買い物額が積立額の3～4倍といわれる友の会の魅力を利用拡大を目指す など上得意客の囲い込み強化を図って上位約30%で売上の約80%となっていたのを上位約20%で売上の約80%を上げることを目指した。
2009年（平成21年）10月にオットージャパン初の実店舗である「オットー・コレクション」、2011年（平成23年）10月に「通販生活」のブランドで知られるカタログハウス初の実店舗である「カタログハウスの店 セレクト」を開設させる など通信販売専門業者を店頭に取り込んで互いに客を紹介しあって売上を伸ばす戦略の展開も始めた ほか、地盤である新宿駅西口の魅力を高めて集客強化を図るため京王グループや同地区に本拠を置くヨドバシカメラと共同で割引やおまけのサービスを提供するクーポン冊子の配布を行う など基幹となる新宿店の集客力の強化を図っている。
また、プライベートブランド(PB)の「オンリーアット京王」を強化して2008年（平成20年）度の約12.9億円を2011年（平成23年）度に約21億円に増やすなど独自商品による売上拡大も目指すなど婦人服や服飾雑貨で低価格の戦略商品を投入した ほか、2009年（平成21年）10月からファッション商品を拡充した新たなインターネット通信販売サイトを開設し、2011年（平成23年）1月6日から伊藤忠食品と提携してインターネット通信販売サイトにパッケージ変更商品やメーカーの在庫処分品を扱う「アウトレット食品」と 賞味期限が三分の一を切った食品を扱う「食卓おたすけ便」の2つのコーナーを設けて 百貨店としては初となるアウトレット食品の常時販売を始める などインターネット通信販売でも新たな取組みを行っている。
こうした取組みにより、2010年（平成22年）5月の売上高が前年同月比2.2%増で同じ新宿地区で競合する伊勢丹新宿本店の1.9%増や高島屋新宿店の0.1%増、小田急百貨店新宿店の3%減を上回り、いち早く売上を回復軌道に乗せた。

### 京王沿線以外への小型店の出店
埼玉県三郷市のJR武蔵野線新三郷駅前に2009年（平成21年）9月17日に開業した 178店舗が出店する大型ショッピングセンターのららぽーと新三郷 に初の郊外ショッピングセンター向け小型業態となる店舗面積359m2のららぽーと新三郷店を開業し、京王沿線以外へ初めて進出した。
ららぽーと新三郷店は裾を切ることによってシルエットが変わってしまうことや試着室でサイズ調整して修理の手間が掛かることを避けるために2センチ刻みで商品化した中から選べる「レングスパンツ」からウオーキングシューズや帽子など新宿店の得意分野を集約して投入し、総投資額を6400万円に抑えて過半を占めることになる食料品や催事と合わせて小型店で収益を上げる事業モデルの構築を図り、自社カード会員が約3000人しかいない手薄な新しい商圏開拓を目指した。
このららぽーと新三郷店が初年度目標を30%上回って達成して軌道に乗り始めた ため、そごう八王子店が撤退した八王子駅ビルを改装して2012年（平成24年）10月に開業したセレオ八王子北館4階に、ららぽーと新三郷店とほぼ同規模の店舗面積約351m2の 中高年層を対象顧客とするにしたサテライト店セレオ八王子店を開設して、婦人向けの衣料品や雑貨から化粧品などを取り扱う ことになった。さらに2015年（平成27年）4月10日には、3店目となるららぽーと富士見店をオープンした。将来的には、同様の小型店を10店舗まで拡大する計画である。

### 東日本大震災に伴う対応と顧客層若返りへの挑戦
東日本大震災の発生に伴う福島第一原子力発電所の事故発生を受けて日本全国で原子力発電所が停止した関係で当社も節電を行い、その一環として2011年（平成23年）夏にスポット照明を50%削減したところ、当社が主力とする中高年層から衣料品などの商品で色が正確に確認できないとの苦情が出たため、同年7月末から8月上旬にかけて、全ての試着室の照明を屋外光に近い色味となる5000ケルビンの蛍光灯に切替える対応を行い、節電と正確な色の確認の両立を図った。
こうした従来からの主力顧客層への対応を進めながらも、他店に比べて早くから年齢の高い客層に特化した戦略を採ってきた影響で顧客の中心となる年齢層が高齢化し過ぎて消費意欲が衰えがちとなる70代以上が多くなってしまったことから、40～50代を取り込んで顧客の年齢層を引き下げ、45～69歳の顧客の構成比を従来の約30%から2012年（平成24年）度中に約40%に引上げることを目指している。
多くのことに興味・関心を持ち、自分らしい個性を重視する傾向にある40～50代を取り込む戦略として、売り場をブランド別から「ファッション」「美・健康」「食」「趣味」「暮らし」の6つを中心とする生活場面別に衣料品や生活雑貨、キッチン用品などを編集したライフスタイル提案型に切替えて展開するほか、この世代向けに旬の雑貨や衣料品などを提案する「こだわりコレクション」を展開するなど新商材の導入や売場の改装を進めていくことにしている。

## 店舗

### 新宿店
京王帝都電鉄(現在の京王電鉄)の新宿駅の地下化に伴う再開発で建設された京王ビルに1964年（昭和39年）11月1日に開業した当社の1号店で本店格の店舗である。現在も登記上の本店となっている。

### 聖蹟桜ヶ丘店
1984年（昭和59年）2月から京王グループが着手した聖蹟桜ヶ丘駅周辺総合開発により建設された京王聖蹟桜ヶ丘ショッピングセンターのA・B館が完成して1986年（昭和61年）3月28日に開業するのに合せてその核店舗として開業した初の百貨店の支店である。
当店の入居する京王聖蹟桜ヶ丘ショッピングセンターは裏を多摩川が流れる立地を活かして地元と協力して毎年桜祭りを開催し、周辺を緑化した街の玄関となる広場や授乳室、スポーツ施設などを整備して地元客が仲間と食事やお茶をして帰るコミュニティー化を図る地域密着の路線を採っている ため当店も地域密着型の展開をしていたが長年赤字が続いていた。
そこで、2011年（平成23年）10月に前年に他の百貨店で歳暮を注文した顧客が歳暮を手配するとギフト券を進呈する「お歳暮のりかえキャンペーン」を打ち出したり、ファッションビルなどで売られている雑貨などの取り扱いを充実させる一方で百貨店らしさも打ち出すために2012年（平成24年）3月に売り場を一部改装してイベントスペースを新設して季節に応じた提案を強化するなどの戦略を展開し、2012年（平成24年）3月に3月期に11年ぶりに黒字に転じた。
2012年（平成24年）1月に閉店したそごう八王子店の需要取り込みを目指して同店から婦人服ブランドを店長ごと迎えたり、本社勤務の社員も動員した八王子地区でチラシ配布や住民へのあいさつ回りを展開し、同年4月には八王子市在住者からの売上を前年同月比で約20%増加させるなど新たな顧客確保を目指している。

### 小型サテライト店

#### ららぽーと新三郷店

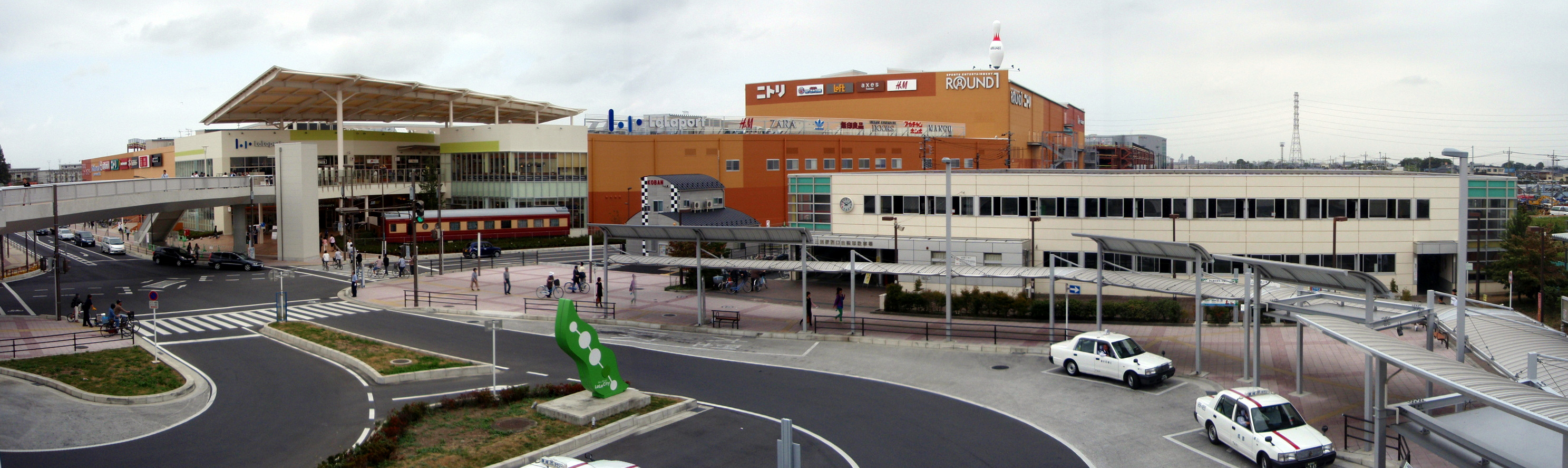
ららぽーと新三郷

埼玉県三郷市のJR武蔵野線新三郷駅前に2009年（平成21年）9月17日に開業した 178店舗が出店する大型ショッピングセンターのららぽーと新三郷 に初の郊外ショッピングセンター向け小型業態となる店舗面積359m2で開業し、京王沿線以外へ初めて進出となる小型店である。
裾を切ることによってシルエットが変わってしまうことや試着室でサイズ調整して修理の手間が掛かることを避けるために2センチ刻みで商品化した中から選べる「レングスパンツ」からウオーキングシューズや帽子など新宿店の得意分野が集約されていて、子供連れのファミリーが主要顧客で50～60代の女性のような中高年層を取り込めていないショッピングセンターの弱みをカバーすることを狙っている。
百貨店らしい催事を展開することを想定して可変性ある什器を多用し、巨額の投資をして失敗して撤退するなど成功事例が乏しい郊外型百貨店のため工夫を重ねて総投資額を6400万円に抑えて食料品が売上高の50%を占める小型店で収益を上げられるようにし、開業初年度の目標を30%上回って達成して軌道に乗せることに成功した。
また、2011年（平成23年）1月28日から2月3日まで新宿店の人気催事である「元祖有名駅弁と全国うまいもの大会」の小型版の「駅弁特別販売会」を開催する など新宿店の強みを徹底的に活用した展開を図っている。
- 埼玉県三郷市新三郷ららシティ3-1-1

#### セレオ八王子店
東京都八王子市のJR八王子駅ビルのそごう八王子店の撤退跡を改装して2012年（平成24年）10月25日に開業したセレオ八王子北館 の4階にある店舗。
前述のららぽーと新三郷店とほぼ同規模の店舗面積約351m2に4ブランドの中高年向け婦人服 や雑貨から化粧品、ギフトなどを取り揃えて 中高年層を対象顧客として 売場ごとに専門の販売員が担当する百貨店と同じ対面販売を行う店舗である。
- 東京都八王子市旭町1-1

#### 昭島モリタウン店
東京都昭島市のJR青梅線昭島駅北口にある大型ショッピングモールのモリタウンの本館1階にある店舗。2016年（平成28年）10月オープン。
- 東京都昭島市田中町562-1

#### キラリナ京王吉祥寺店
東京都武蔵野市の吉祥寺駅前にある駅ビルのキラリナ京王吉祥寺の7階にある店舗。2017年（平成29年）9月1日オープン。
- 東京都武蔵野市吉祥寺南町2-1-25

#### トリエ京王調布店
東京都調布市の京王線調布駅前に2017年（平成29年）9月29日に開業した駅ビルのトリエ京王調布A館の4階にある店舗。
- 東京都調布市布田4-4-22

#### サテライト橋本店
神奈川県相模原市緑区の京王相模原線橋本駅にある駅ナカ商業施設の京王クラウン街橋本の2階にある店舗。2021年（令和3年）4月22日オープン。
- 神奈川県相模原市緑区橋本2-3-2

#### 新百合丘オーパ店
神奈川県川崎市麻生区の小田急線新百合ヶ丘駅前にある商業施設の新百合丘オーパの地下1階にある店舗。2024年（令和6年）11月21日オープン。
- 神奈川県川崎市麻生区上麻生1-1-1

## 実現しなかった店舗

### 橋本店
当社の親会社の京王帝都電鉄相模原線の延伸が計画され、JR横浜線・相模線と合わせたターミナル駅となることが予定されていた橋本駅前の市街地再開発で出来るビルへの出店計画で、橋本駅前再開発準備組合が行った核テナント選定のコンペに14社が参加する中でそごうや近鉄百貨店と共に最終選考まで残ったが、坪当たり8,000円以上という2倍の賃貸料を提示したそごうに決まったため出店を断念した。
そごうが経営不振で出店しなかったため、2000年（平成12年）3月4日に橋本ビブレが核店舗として開業し、その後橋本サティへの業態転換 を経てイオン橋本店となった。
2021年4月には京王電鉄の駅ナカ商業施設「京王クラウン街橋本」にサテライト橋本店として小型業態を出店している。

## 過去に存在した店舗
京王高尾線めじろ台駅（八王子市）や聖蹟桜ヶ丘駅（多摩市）に、京王リビングというミニショップもあった。

### ららぽーと富士見店

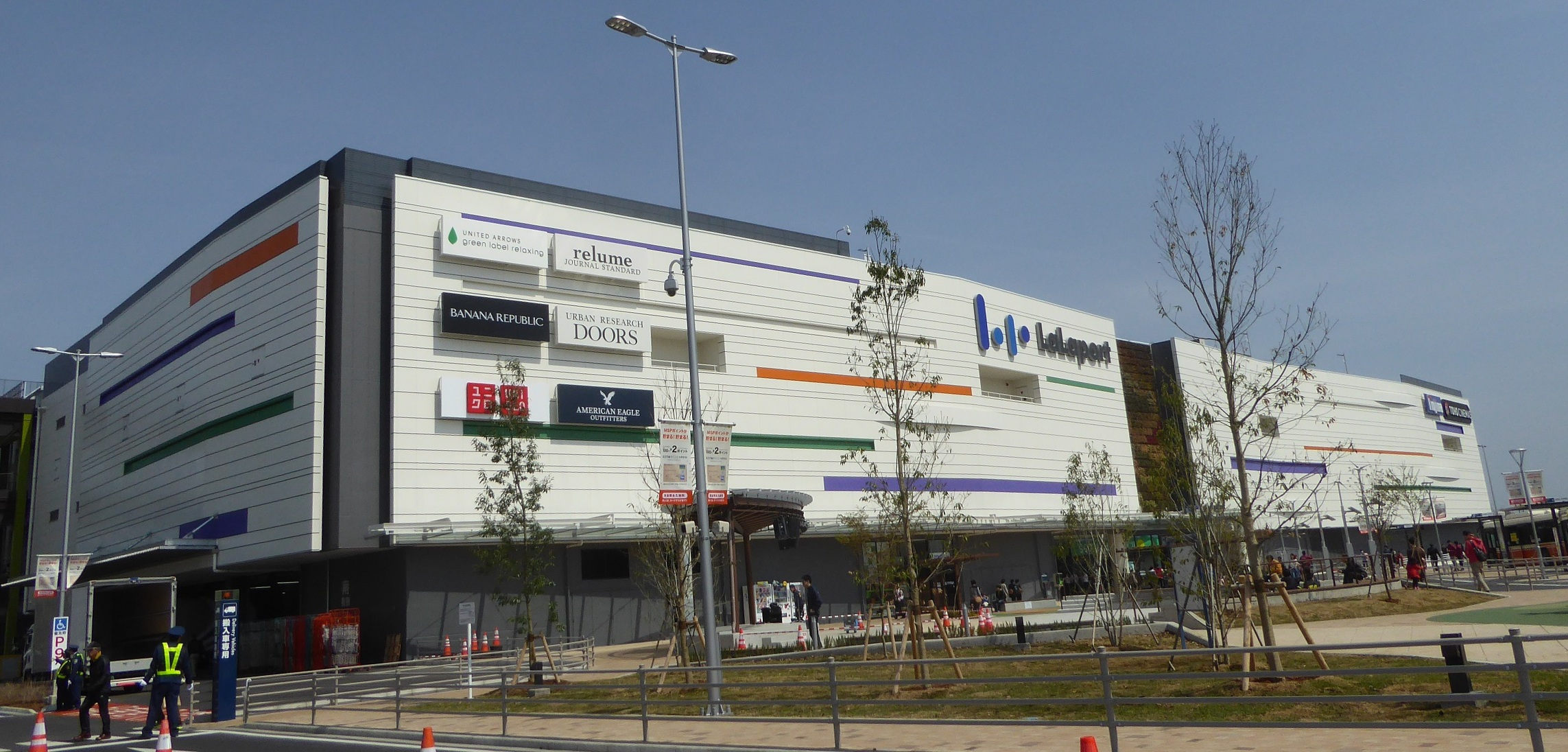
ららぽーと富士見

2015年（平成27年）4月10日に開業したららぽーと富士見の1階にあった。店舗面積約240m2は先行する小型2店より小さめだが、中高年層に向けて婦人服・雑貨や化粧品などを展開するのは同様。食器では自社のネット通販との連動を初めて開始した。2017年(平成29年)7月15日をもって閉店。
- 埼玉県富士見市山室1-1313

## POSシステム
- POSシステムは、富士通製を使用。

## 関連会社
1964年（昭和39年）の開業時から展開していた関東地方の百貨店で初の友の会が1972年（昭和47年）に割賦販売法が改正されて前払式特定取引業として規制対象となったことに伴って別会社として分離してその事業を継承する形で設立した株式会社京王友の会 や、京王パスポートVISAカードなどのカードを発行する株式会社京王パスポートクラブ、親会社の京王電鉄と折半出資で婦人服専門店「ビープロピル」などを運営する株式会社エリート、1994年（平成6年）に100％出資の子会社として設立して京王プラザホテルなどで貸衣装を展開している株式会社京王コスチューム などの関連会社がある。
- 株式会社エリート - ファッション衣料・雑貨専門店「リモーネ」や「ヴィプロプル銀座」などを運営
- 株式会社京王友の会 - 関東地方の百貨店初の友の会[8]
- 株式会社京王コスチューム - 京王プラザホテルなどでのウエディングドレス・婚礼衣装等のレンタル
- 株式会社京王パスポートクラブ